# Удачин Артем Сергійович
Арте́м Сергі́йович Уда́чин (нар. 26 березня 1980, м. Жданов, Донецька область, СРСР) — український важкоатлет, неодноразовий призер чемпіонатів світу з важкої атлетики. Учасник трьох Олімпійських ігор (2000, 2008, 2012). Заслужений майстер спорту України (2006).

## Біографія
Артем Удачин народився у спортивній сім'ї. Мати — майстер спорту зі спортивної гімнастики, а батько — колишній важкоатлет. Саме він і привів сина на заняття з штанги, коли тому було всього 9 років. Вже наступного року Артем Удачин взяв участь у своїх дебютних змаганнях — чемпіонаті міста Маріуполь. Першим тренером Удачина став Віталій Шведов, який займався підготовкою спортсмена і надалі, тренуючи Артема протягом усієї його кар'єри.
У 1998–2000 роках Удачин тричі поспіль стає чемпіоном світу серед юніорів та у 19-річному віці вперше здобуває можливість брати участь у Олімпійських іграх, що проходили в Сіднеї. На помостах Австралії Артем показав лише 11-й результат із сумарним показником 415 кг (195+220). Однак вже наступного року травма ледь не перекреслила надії молодого спортсмена на майбутні успіхи. Американські лікарі встановили діагноз — надрив зв'язок, однак робити операцію відмовилися, остерігаючись того, що Удачин може лишитися інвалідом. Втім, «нове життя» спортсмену подарував донецький лікар Михайло Черевко, який успішно провів оперативне втручання та поставив Артема на ноги.
У 2002 році Удачин посів третє місце на Чемпіонаті світу у Варшаві, показавши значно кращий результат, ніж на Іграх у Сіднеї — 440 кг (200+240). Однак наступний чемпіонат світу у Ванкувері став для українського спортсмена фатальним — його допінг-проба виявилася позитивною, що призвело до дворічної дискваліфікації Удачина, термін якої мав завершуватися 22 листопада 2005 року. У зв'язку з цим, Артем пропустив Олімпійські ігри 2004 у Афінах, де на нього покладалися великі надії.
Перший же великий турнір після дискваліфікації приніс Удачину «срібло» Чемпіонату світу 2006 року. На змаганнях у Санто-Домінго Артем лише на два кілограми у сумі випередив китайського важкоатлета, показавши результат 439 кг (199+240).
У 2008 році Артем Удачин був дуже близьким до здобуття бронзової нагороди на Олімпійських іграх у Пекіні, не дотягнувши до 3-го місця лише 6 кг у сумі. У останній спробі в поштовху Артем замовив вагу, якої було б достатньо для того, щоб наздогнати латвійського спортсмена, однак не взяв її, завершивши змагання з підсумковим результатом 442 кг (207+235).
Наступного року на чемпіонаті світу 2009 у Південній Кореї Артем Удачин узяв однакову з корейським спортсменом вагу, проте представник господарів чемпіонату був легшим за українського важкоатлета, тож перемога була віддана саме йому. А на світовому чемпіонату 2010 року в Анталії Удачин знову ж таки за показником особистої ваги поступився «сріблом» олімпійському чемпіону Пекіна німцю Маттіасу Штайнеру.
Квітнем 2013 у Тирані (Албанія) на змаганнях у ривку серед чоловіків — в рамках чемпіонату Європи з важкої атлетики -в суперважкій вазі здобув золоту медаль .

## Досягнення
- Чемпіон світу серед юнаків (3): 1998, 1999, 2000
- Срібний призер Чемпіонату світу (2): 2006, 2009
- Бронзовий призер Чемпіонату світу (2): 2002, 2010
- Учасник Олімпійських ігор (3): 2000, 2008, 2012
- Заслужений майстер спорту України (2006)